# 蘭開斯特鎮區 (印第安納州傑佛遜縣)
蘭開斯特鎮區（英語：Lancaster Township）是位於美國印第安納州傑佛遜縣的一個行政鎮區。

## 地方資料
根據2010年美國人口普查的數據，蘭開斯特鎮區的面積為83.50平方千米，當中陸地面積為83.30平方千米，而水域面積為0.20平方千米。當地共有人口1511人，而人口密度為每平方千米18.1人。